# Rue commerçante

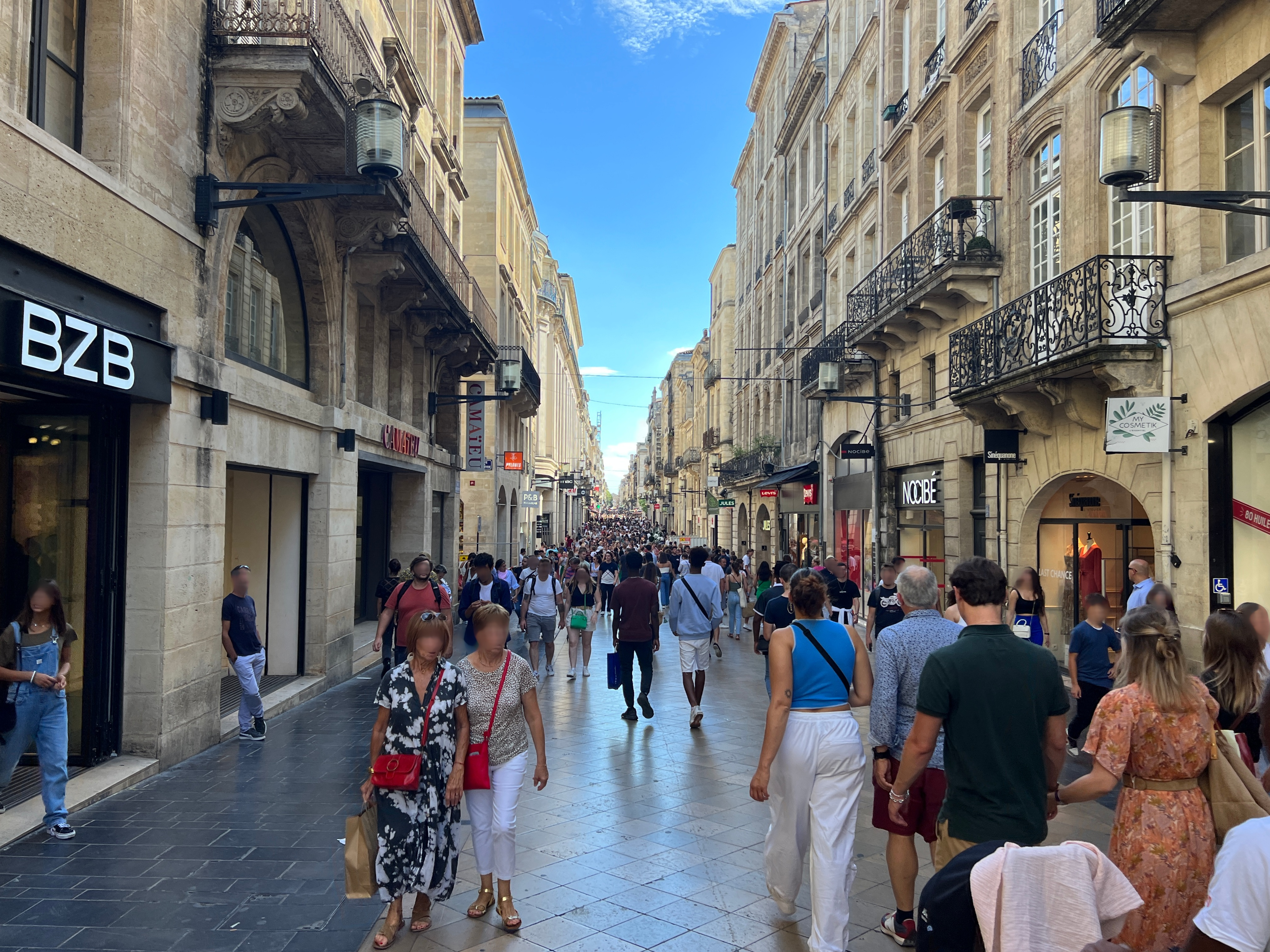
Rue Sainte-Catherine, la plus grande rue commerçante de Bordeaux

Une rue commerçante est généralement une rue, voire un ensemble de rues proches (quartier commerçant) en plein air qui est notable pour ses commerces, spécialisés dans une thématique ou non.

## Description
Une rue commerçante est principalement bordée de nombreuses boutiques et quelquefois de grandes enseignes. Lorsqu'elle est située au cœur d'une grande ville, elle est généralement aménagée en rue piétonne. L'exemple de la rue Sainte-Catherine à Bordeaux, piétonne et très longue, abritant de nombreux commerces divers, est typique de ce genre de voie urbaine. Cette rue bordelaise est d'ailleurs présentée comme la plus longue rue commerçante et piétonne d'Europe.